# Johan Östblom
Johan Östblom, född 21 april 1982, är en svensk bandyspelare.

## Karriär
Johan Östblom var en talangfull ishockeyspelare och gick på hockeygymnasiet i Örebro, men efter första låsåret flyttade familjen till Västerås, där det blev det bandy i Västerås SK i stället.
Johan Östblom har spelat för ryska klubblag SKA Neftjanik under säsongen säsongen 2014/15 och vann ryska cupen med Chabarovsk-klubben. Nästa vinter är han tillbaka i elitserien. Mycket talar för att han återvänder till Hammarby IF, som han tillhörde 2008-2012. Han spelade i Sandvikens AIK 2012-14.
År 2014 blev Östblom den tredje spelaren efter Ola Johansson och Stefan Karlsson att vinna SM-guld med tre olika klubbar. 2001 med Västerås SK, 2010 med Hammarby IF och 2014 med Sandvikens AIK.
Vid VM 2015 blev Johan Östblom VM-spelare vid 32 års ålder.

## Familj
Johan Östbloms far Per Östblom spelade elitbandy i Örebro SK. Johan Östblom är kusin till landslagsspelaren i fotboll Kim Källström; Östbloms faster Ann Källström är Källströms mor.